# Відкриті двері
«Відкриті двері» (італ. Porte aperte) — кінофільм, драма 1990 режисера Джанні Амеліо. Фільм можна дивитися дітям будь-якого віку.

## Сюжет
Події фільму розгортаються у м. Палермо тридцятих років. Суддя Віто Ді Франческо намагається пом'якшити вирок свого товариша Томмазо Скаліа, засудженого до смертної кари за вбивство колишнього начальника. На заваді Віто стають влада та сам підсудний, який просить розстрілу. Та все ж, замість смертної кари, Скаліа отримує довічне тюремне ув'язнення. Своїм вчинком Франческо рятує підсудного, але його кар'єра валиться.

## Назва
Герой фільму — суддя Віто, який вважає за обов'язок працювати так, щоб чесні люди могли жити спокійно, залишаючи двері своїх будинків відкритими.

## В головних ролях
- Джан Марія Волонте
- Енніо Фантастічіні
- Ренцо Джовамп'єтро
- Ренато Карпентьєрі
- Туччо Мусумечі
- Сільверіо Бласі
- Лідія Альфонсі